# Living in America
Living in America is een nummer, geschreven door Dan Hartman en Charlie Midnight, en gezongen door de Amerikaanse soulzanger James Brown. Het nummer staat op de soundtrack van de film Rocky IV. Tevens is het de eerste single van Browns 53e studioalbum Gravity. In december 1985 werd het nummer op single uitgebracht.

## Achtergrond
De gitaar in het nummer wordt verzorgd door Stevie Ray Vaughan, terwijl T.M. Stevens de basgitaar en achtergrondvocalen verzorgt. Dan Hartman, die het nummer mede schreef, is ook te horen op gitaar en als achtergrondzanger, maar hij is ook te horen op de keyboard. Met "Living in America" was het voor het eerst in twaalf jaar dat James Brwon weer eens wereldwijd een hit scoorde. De plaat behaalde in thuisland de VS de 4e positie in de Billboard Hot 100.
In Nederland was de plaat op donderdag 23 januari 1986 TROS Paradeplaat op de befaamde TROS donderdag op Radio 3 en werd mede hierdoor een hit in de destijds twee landelijke hitlijsten op de nationale publieke popzender. De plaat bereikte de 8e positie in de Nationale Hitparade en de 9e positie in de Nederlandse Top 40. In de Europese hitlijst op Radio 3, de TROS Europarade, werd eveneens de 8e positie bereikt.
In België bereikte de plaat de 9e positie in de voorloper van de Vlaamse Ultratop 50 en in de Vlaamse Radio 2 Top 30 zelfs de nummer 1-positie. In Wallonië werd géén notering behaald.
De plaat ontving twee Grammy nominaties, eentje voor Best R&B Song en eentje voor Best Male R&B Vocal Performance. Laatstgenoemde prijs werd ook daadwerkelijk gewonnen.